# G-Cans
Koordinaten: 35° 59′ 50,3″ N, 139° 48′ 41,3″ O

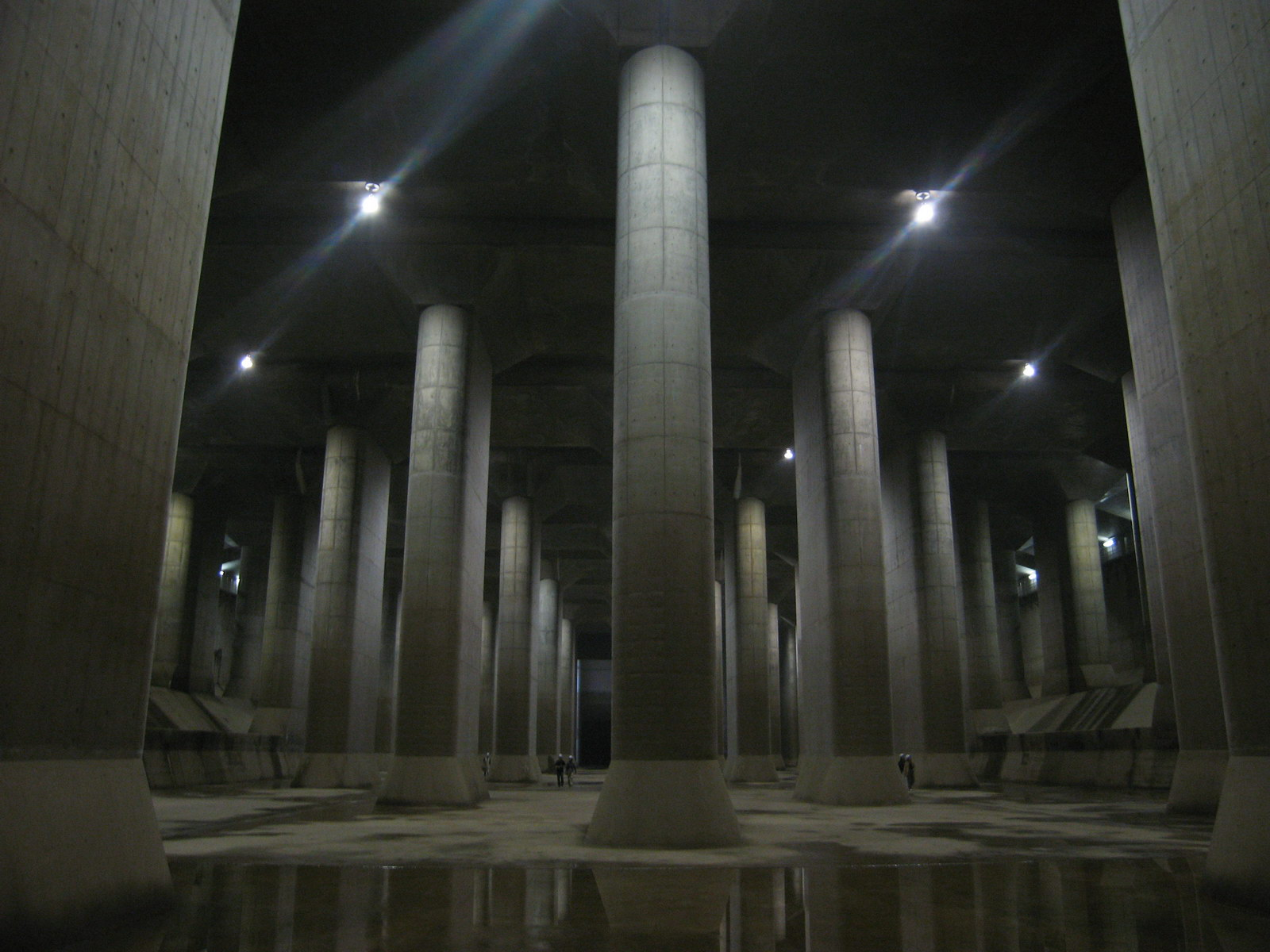
Die G-Cans unter Kasukabe (Präfektur Saitama)

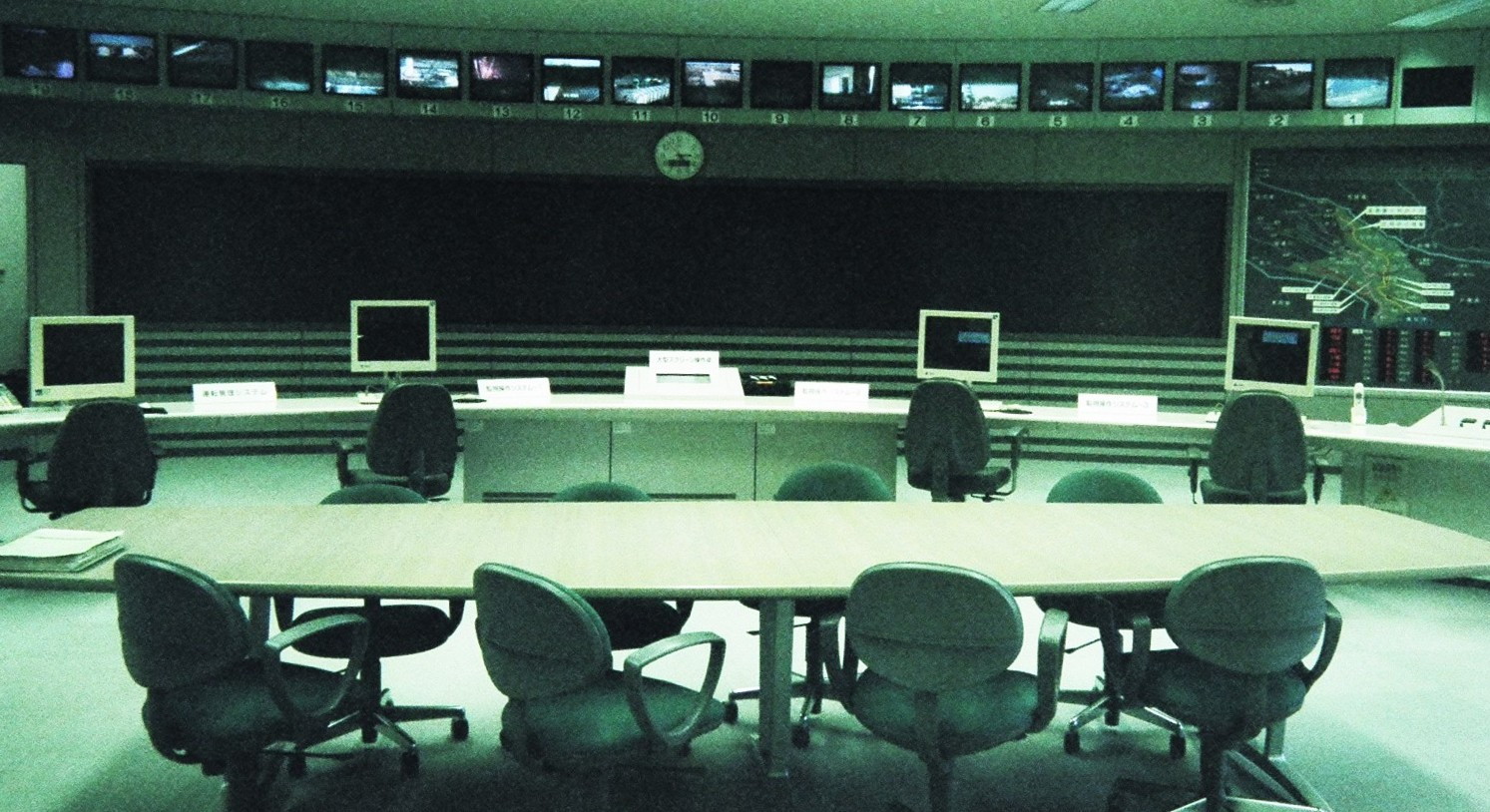
Zentraler Kontrollraum

Die englische Abkürzung G-Cans bezeichnet das Shutoken Gaikaku Hōsuiro (jap. 首都圏外郭放水路, dt. etwa „äußerer Entwässerungskanal für das Hauptstadtgebiet“, engl. Metropolitan Area Outer Underground Discharge Channel), das weltgrößte unterirdische Entwässerungs- und Kanalisationssystem unter der Nationalstraße 16 bei der Stadt Kasukabe in der Präfektur Saitama nördlich von Tokio.
Es soll die vor allem während des Durchzugs von Taifunen anfallenden Wassermengen puffern und kontrolliert abführen. Die Bauarbeiten begannen 1992 und dauerten 15 Jahre. Die Baukosten beliefen sich auf mehr als 2 Mrd. Euro.
In einer Tiefe von 50 m unter der Erdoberfläche sind fünf Kavernen aus Beton mit einer Höhe von 65 Metern und 32 Metern Breite angelegt. Mit ihren 59 mächtigen Stützpfeilern bilden diese unterirdischen Wasserspeicher große Hallen, die an die Architektur von Kathedralen erinnern. 6,5 km unterirdischer Tunnel mit einem Durchmesser von bis zu 10 Metern verbinden die fünf Betonkübel. Ein Pumpensystem sorgt für den Abtransport des Wassers in den Fluss Edogawa, welcher in den Pazifik mündet. Mit einer Pumpenleistung von 10 MW können auf diese Weise 200 t Wasser pro Sekunde aus der Stadt in den Fluss gepumpt werden.
Zur Trockenzeit werden touristische Führungen in die unterirdischen Wasserspeicher angeboten.